# Казуаровые
Казуаровые (лат. Casuariidae) — семейство птиц, включающее в себя три современных вида, относящихся к роду казуаров и один современный вид рода эму. Ранее их рассматривали в составе двух разных семейств.
Все современные представители казуаровых — довольно крупные нелетающие птицы, обитающие в Австралии и Новой Гвинее, хотя ископаемые остатки потенциального члена семейства Hypselornis были обнаружены в Индии.

## Систематика
- ? † Hypselornis Lydekker, 1929 (плиоцен)
- † Hypselornis sivalensis Lydekker, 1929
- † Emuarius Boles, 1992 (поздний олигоцен — поздний миоцен)
  - † Emuarius gidju (Patterson & Rich 1987)
  - † Emuarius guljaruba Boles, 2001
- Casuarius Brisson, 1760 — казуары
  - † Casuarius lydekkeri Rothschild, 1911
  - Casuarius casuarius (Linnaeus, 1758) — шлемоносный казуар
  - Casuarius unappendiculatus Blyth, 1860 — оранжевошейный казуар
  - Casuarius bennetti Gould, 1857 — казуар-мурук
    - Casuarius bennetti westermanni (Sclater, 1874)
    - Casuarius bennetti bennetti Gould, 1857
- Dromaius Vieillot, 1816 — эму
  - Dromaius novaehollandiae (Latham, 1790)
    - Dromaius novaehollandiae novaehollandiae (Latham, 1790)
    - † Dromaius novaehollandiae diemenensis Le Souef, 1907
    - † Dromaius novaehollandiae minor Spencer, 1906
    - † Dromaius novaehollandiae baudinianus Parker, SA, 1984

## Эволюция
Летопись ископаемых казуарообразных интересна, но не очень обширна.
Некоторые австралийские ископаемые остатки, которые, как первоначально считалось, принадлежали эму, были отнесены к отдельному роду Emuarius, у которого были череп и бедро, похожие на такие у казуара и напоминающие такие у эму голень и ступня.
Плиоценовое бескилевое Hypselornis было классифицировано как казуровое, основываясь на сходстве с современными казуарами. Однако недавних исследований остатков данного рода не проводились.